# Konstantin Reichmuth
Konstantin Reichmuth (* 1997 in Wien) ist ein österreichischer Schauspieler.

## Leben
Konstantin Reichmuth wurde als Sohn der Schauspielerin Lena Reichmuth geboren und besuchte das Wiener Schottengymnasium. Für den Film Gelbe Kirschen stand er 2000 erstmals in der Rolle des Jozef vor der Kamera. Im Kinofilm In 3 Tagen bist du tot spielte er 2006 den Fabian, in der ORF/Sat.1-Miniserie Zodiak – Der Horoskop-Mörder verkörperte er die Rolle des Adrian Vogler. Es folgten verschiedene Rollen in Fernsehserien und Fernsehfilmen für ORF, ARD und ZDF.

## Filmografie (Auswahl)
- 2001: Gelbe Kirschen
- 2005: Vier Frauen und ein Todesfall – Mondsüchtig (Fernsehserie)
- 2005: Mutig in die neuen Zeiten – Im Reich der Reblaus (Fernsehfilm)
- 2006: In 3 Tagen bist du tot
- 2007: Zodiak – Der Horoskop-Mörder (Miniserie)
- 2009: Schnell ermittelt – Ben Bogner (Fernsehserie)
- 2011: SOKO Donau/SOKO Wien – Tür an Tür (Fernsehserie)
- 2012: Ein Sommer in Kroatien (Fernsehfilm)
- 2013: Die Landärztin – Vergissmeinnicht (Fernsehreihe)
- 2014: Die Freischwimmerin (Fernsehfilm)
- 2015: Planet Ottakring
- 2016: Die Kinder der Villa Emma (Fernsehfilm)
- 2017: SOKO Kitzbühel – Fatale Begierde (Fernsehserie)
- 2018: CopStories – Bitte ned (Fernsehserie)
- 2021: SOKO Donau/SOKO Wien – Männlich, ledig, unbefriedigt (Fernsehserie)
- 2021: SOKO Kitzbühel – Home Invasion (Fernsehserie)
- 2022: Totenfrau (Fernsehserie)
- 2023: Die Toten vom Bodensee – Nemesis (Fernsehreihe)